# Mikronezja na Letnich Igrzyskach Olimpijskich 2016
Mikronezję na Letnich Igrzyskach Olimpijskich 2016 w Rio de Janeiro, reprezentowało pięciu zawodników. Był to 5. start reprezentacji Mikronezji na letnich igrzyskach olimpijskich.

## Boks
| Zawodniczka     | Konkurencja      | 1/8                 | Ćwierćfinały     | Półfinały        | Finał            | Pozycja |
| Zawodniczka     | Konkurencja      | Przeciwnik Wynik    | Przeciwnik Wynik | Przeciwnik Wynik | Przeciwnik Wynik | Pozycja |
| --------------- | ---------------- | ------------------- | ---------------- | ---------------- | ---------------- | ------- |
| Jennifer Chieng | lekka (do 60 kg) | Mikaela Mayer P 0-3 | NQ               | NQ               | NQ               | 9.-12.  |

## Lekkoatletyka

### Kobiety
Konkurencje biegowe
| Zawodniczka   | Konkurencja   | Runda 1  | Runda 1 | Runda 2  | Runda 2 | Półfinał | Półfinał | Finał    | Finał   |
| Zawodniczka   | Konkurencja   | Rezultat | Pozycja | Rezultat | Pozycja | Rezultat | Pozycja  | Rezultat | Pozycja |
| ------------- | ------------- | -------- | ------- | -------- | ------- | -------- | -------- | -------- | ------- |
| Lerissa Henry | Bieg na 100 m | 13,53    | 19.     | NQ       | NQ      | NQ       | NQ       | NQ       | NQ      |

### Mężczyźni
Konkurencje biegowe
| Zawodnik        | Konkurencja   | Runda 1  | Runda 1 | Runda 2  | Runda 2 | Półfinał | Półfinał | Finał    | Finał   |
| Zawodnik        | Konkurencja   | Rezultat | Pozycja | Rezultat | Pozycja | Rezultat | Pozycja  | Rezultat | Pozycja |
| --------------- | ------------- | -------- | ------- | -------- | ------- | -------- | -------- | -------- | ------- |
| Kitson Kapiriel | Bieg na 100 m | 11,42    | 15.     | NQ       | NQ      | NQ       | NQ       | NQ       | NQ      |

## Pływanie
Kobiety
| Zawodniczka  | Konkurencja       | Eliminacje | Eliminacje | Półfinał | Półfinał | Finał | Finał   |
| Zawodniczka  | Konkurencja       | Czas       | Miejsce    | Czas     | Miejsce  | Czas  | Miejsce |
| ------------ | ----------------- | ---------- | ---------- | -------- | -------- | ----- | ------- |
| Debra Daniel | 50 m st. dowolnym | 30,83      | 72.        | NQ       | NQ       | NQ    | NQ      |

Mężczyźni
| Zawodnik              | Konkurencja       | Eliminacje | Eliminacje | Półfinał | Półfinał | Finał | Finał   |
| Zawodnik              | Konkurencja       | Czas       | Miejsce    | Czas     | Miejsce  | Czas  | Miejsce |
| --------------------- | ----------------- | ---------- | ---------- | -------- | -------- | ----- | ------- |
| Dionisio Augustine II | 50 m st. dowolnym | 26,17      | 65.        | NQ       | NQ       | NQ    | NQ      |